# Харви, Пола
По́ла Ха́рви (англ. Paula Harvey; 12 июня 1975, Мельбурн) — австралийская гребчиха-байдарочница, выступала за сборную Австралии в первой половине 2000-х годов. Участница летних Олимпийских игр в Афинах, обладательница бронзовой медали чемпионата мира, победительница многих регат национального и международного значения.

## Биография
Пола Харви родилась 12 июня 1975 года в Мельбурне. Активно заниматься греблей на байдарках начала с раннего детства, проходила подготовку в спортивном клубе Currumbin Creek Canoe Club.
Первого серьёзного успеха на взрослом международном уровне добилась в 2003 году, когда попала в основной состав австралийской национальной сборной и побывала на чемпионате мира в американском Гейнсвилле, откуда привезла награду бронзового достоинства, выигранную в зачёте четырёхместных байдарок на дистанции 1000 метров — в финале её опередили только экипажи из Венгрии и Украины.
Благодаря череде удачных выступлений удостоилась права защищать честь страны на летних Олимпийских играх 2004 года в Афинах — вместе с напарницей Сьюзан Тегг стартовала в двойках на дистанции 500 метров, однако сумела дойти лишь до стадии полуфиналов, где финишировала девятой. Вскоре по окончании этих соревнований приняла решение завершить карьеру профессиональной спортсменки, уступив место в сборной молодым австралийский гребчихам.